# Michelle Obama
Michelle LaVaughn Robinson Obama (Chicago, 17 de enero de 1964) es una administradora universitaria, abogada y escritora estadounidense que fue primera dama de los Estados Unidos de 2009 a 2017. Está casada con el cuadragésimo cuarto presidente de los Estados Unidos, Barack Obama, y fue la primera vez que la primera dama fue afroestadounidense en la historia de ese país.
Criada en el área sur de Chicago (Illinois), Obama se graduó en la Universidad de Princeton y en la Facultad de Derecho de Harvard. En los primeros años de su carrera legal, trabajó en la firma de abogados Sidley Austin en Chicago, donde conoció a Barack Obama. Posteriormente trabajó en organizaciones sin fines de lucro y como la decana asociada de Servicios Estudiantiles en la Universidad de Chicago y Vicepresidenta de Asuntos Comunitarios y Externos del Centro Médico de la Universidad de Chicago. Michelle y Barack se casaron en 1992 y tienen dos hijas.
Michelle hizo campaña por la candidatura presidencial de su esposo durante 2007 y 2008, pronunciando un discurso en la Convención Nacional Demócrata de 2008. Volvió a hablar por él en la Convención Nacional Demócrata de 2012. Durante la Convención Nacional Demócrata de 2016, realizada en Filadelfia, Pensilvania, pronunció un discurso en apoyo a la candidata presidencial demócrata, Hillary Clinton, ex primera dama.
Como primera dama, Obama sirvió como un modelo a seguir para las mujeres, y trabajó como defensora en la concientización de la pobreza, la educación, la nutrición, la actividad física y la alimentación saludable. Apoyó a los diseñadores estadounidenses y fue considerada un ícono de la moda.
Es autora de varios libros, como American Grown (2012), escrito por Lyric Winik y secretarios de casa presidencial; Mi historia (2018) —título original: Becoming, escrito por un escritor fantasma; y Con luz propia (2022) —título original The Light We Carry, escrito con su coautora Sara Corbett y otros.

## Familia y educación

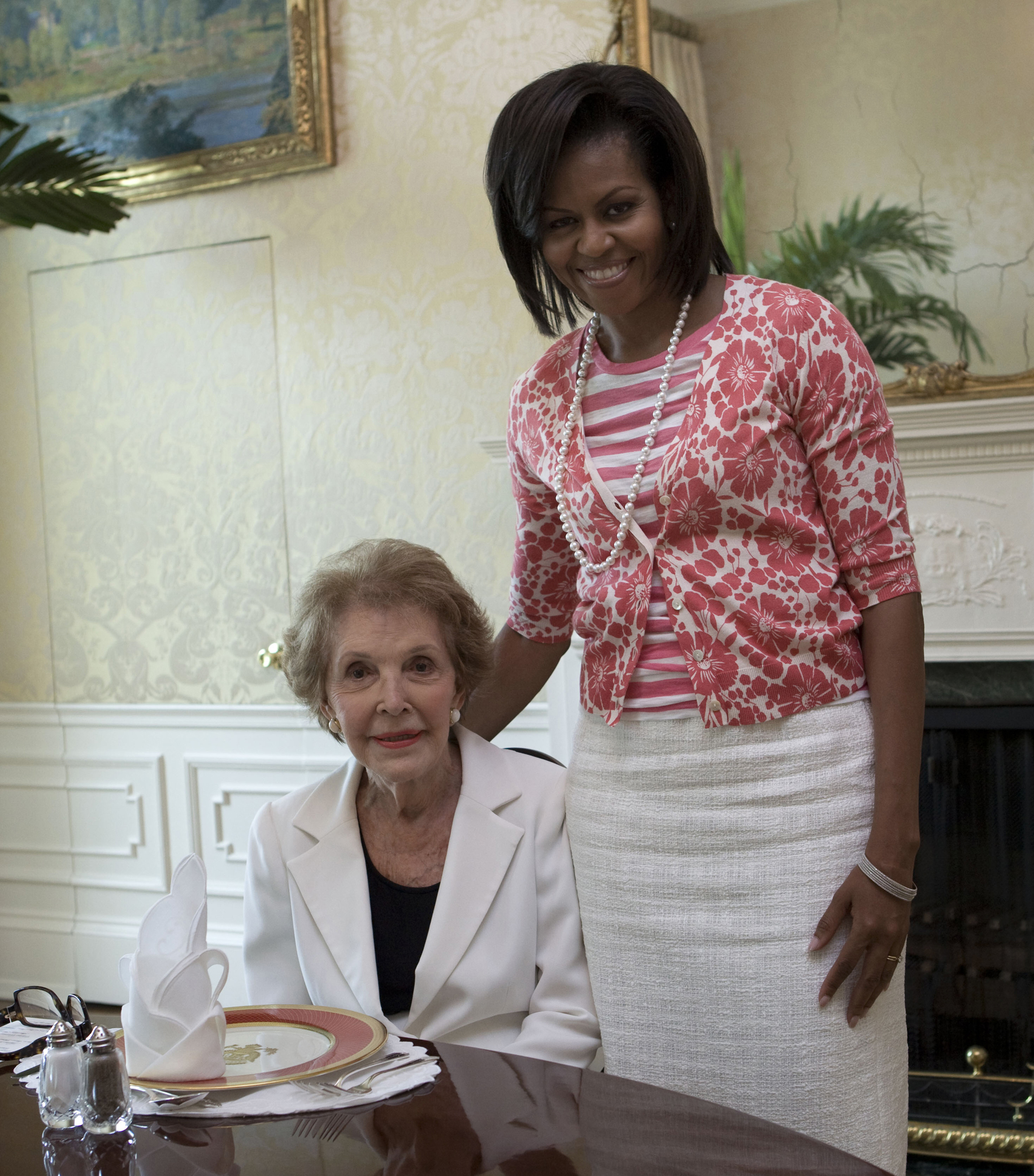
Michelle Obama con la ex primera dama Nancy Reagan en un almuerzo en junio de 2009.

Michelle Robinson nació el 17 de enero de 1964 en Chicago, Illinois. Su padre, Fraser Robinson, era empleado en una planta de agua, mientras que su madre, Marian Shields Smith, trabajaba como secretaria. Entre su ascendencia familiar se encuentra Jim Smith, un esclavo nacido en Carolina del Sur, donde todavía conserva a gran parte de su familia.
La familia Robinson vivía en el sector sur de Chicago, en la planta de arriba de un búngalo de ladrillo. Fraser trabajaba como operador de bombas en el Departamento Hidráulico de Chicago, y aunque le diagnosticaron esclerosis múltiple a una edad temprana, casi nunca faltó al trabajo. Marian se quedaba en casa cuidando a Craig y Michelle.
Egresada de las escuelas públicas de Chicago, Michelle estudió Sociología y Estudios Afroamericanos en la Universidad de Princeton.
En 1988, Michelle se licenció en Leyes en la Escuela de Derecho Harvard (Harvard Law School). Fue en esta Universidad en donde comenzó a involucrarse en participaciones políticas, reclamando actuaciones para que las autoridades universitarias empleasen a profesores miembros de minorías. Después de graduarse en la escuela de leyes de Harvard en 1988, empezó a trabajar con el bufete de abogados Sidley & Austin.
Michelle Obama llegó a estar entre las 10 mejores abogadas de Estados Unidos.
En 1996, Michelle Obama llegó a la Universidad de Chicago, con la visión y propósito de establecer vínculos entre el campus y la comunidad. Como decana asociada de servicios estudiantiles, desarrolló el primer programa de servicio comunitario de la universidad, y bajo su liderazgo como vicepresidenta de asuntos externos y comunitarios del Centro Médico de la Universidad de Chicago, las actividades de los voluntarios en el campus y la comunidad aumentaron considerablemente.
Pocos años después, Obama decidió que su verdadera vocación era organizar y darle ánimo a la gente para que sirviera en su comunidad y prestara apoyo a sus vecinos. Trabajó como comisionada asistente de planificación y desarrollo en la alcaldía de Chicago, y poco después fundó el capítulo de Chicago de Public Allies (Aliados Públicos), un programa de AmeriCorps que prepara a los jóvenes para el servicio público, donde asumió el cargo de directora ejecutiva.
Conoció a Barack Obama en el despacho de abogados para el cual ambos trabajaban. En 1992 ambos contrajeron matrimonio, y en 1998 nació su primera hija, Malia Ann. Tres años después nació su segunda  hija, Natasha.

## Primera dama de los Estados Unidos

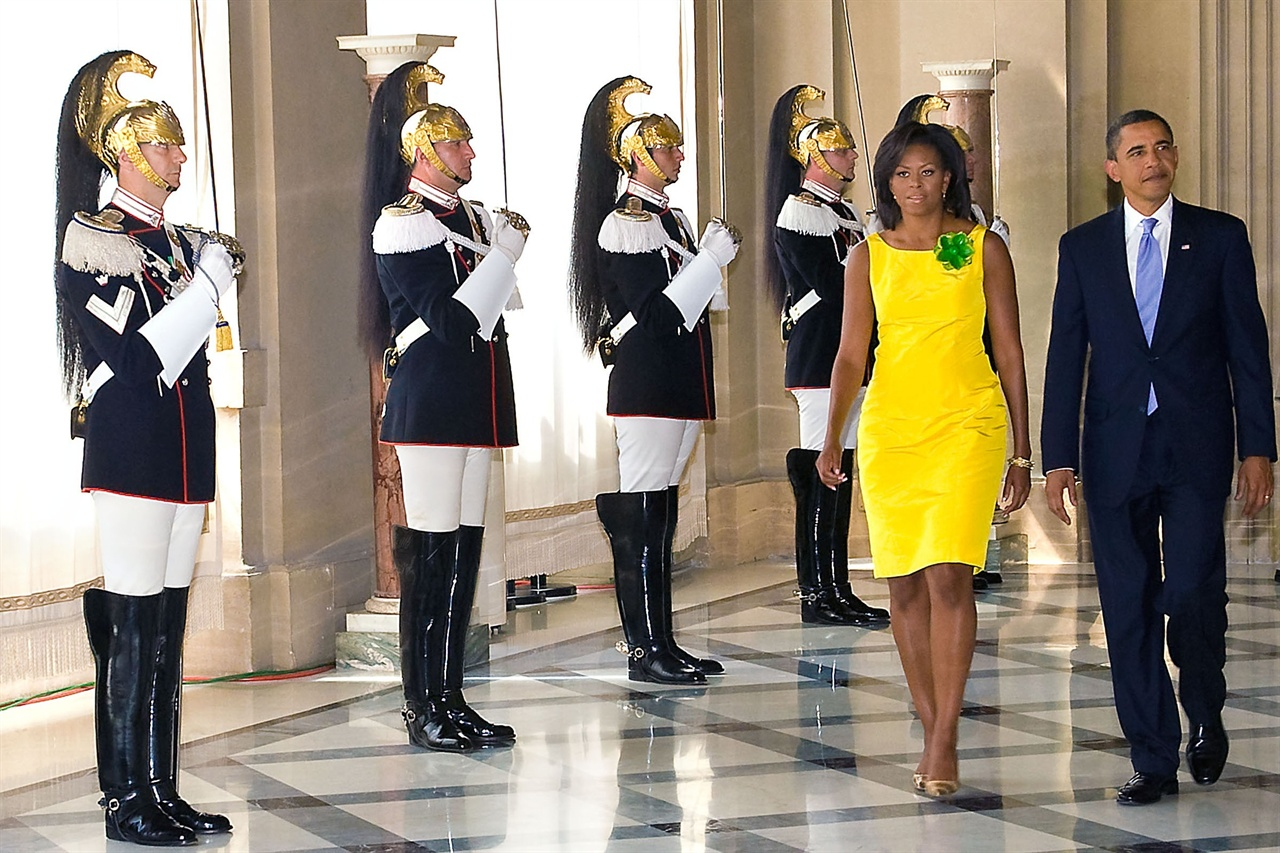
Barack y Michelle Obama en el Palacio del Quirinal

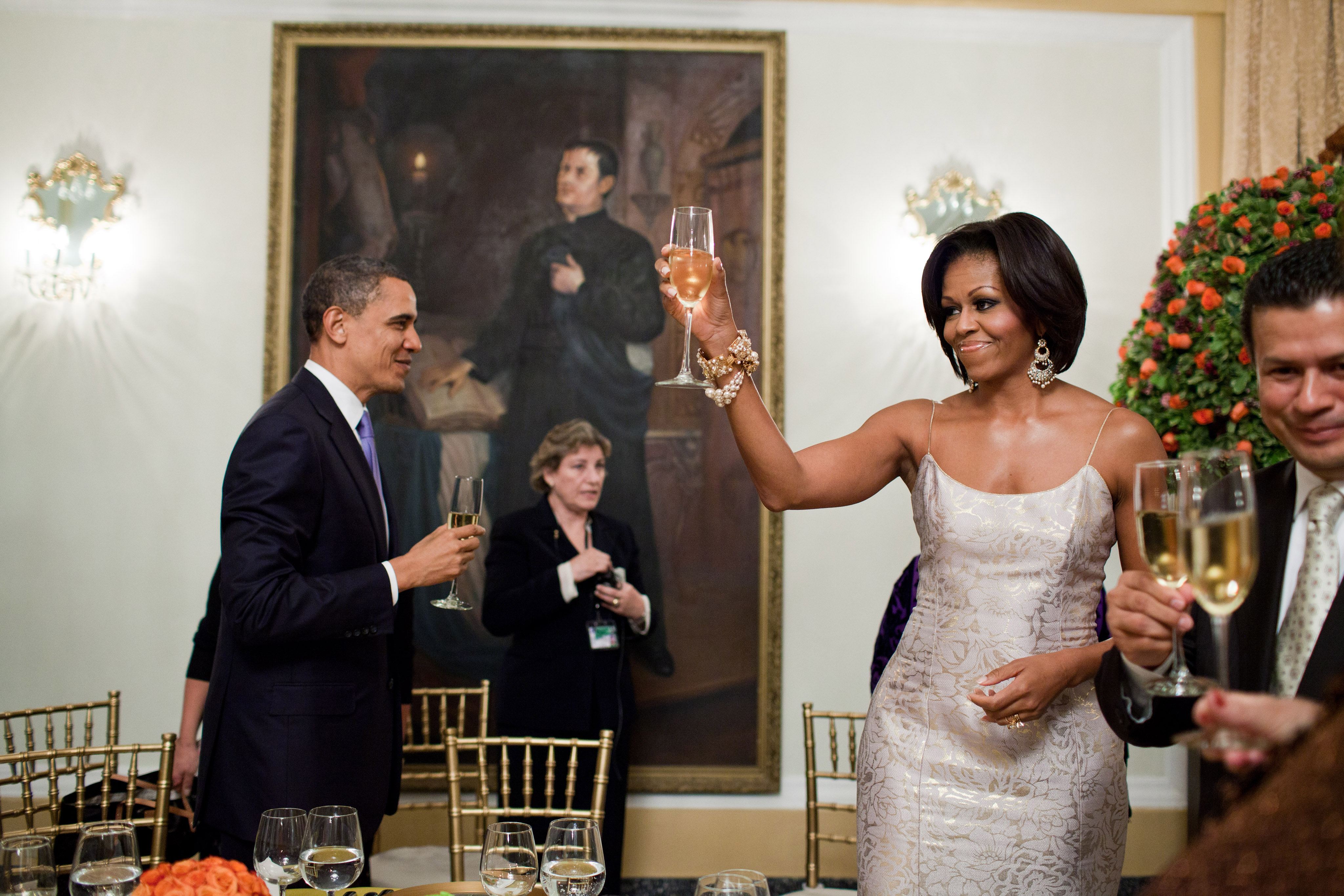
Barack y Michelle Obama brindan durante una cena oficial en la Casa Presidencia En San Salvador, El Salvador.

Durante sus primeros meses como primera dama, visitó albergues y comedores de beneficencia. También envió representantes a las escuelas y abogó por el servicio público. 
Michelle defendió las prioridades políticas de su marido mediante la promoción de proyectos de ley que lo apoyaban. Obama ofreció una recepción en la Casa Blanca para los defensores de los derechos de las mujeres durante la celebración de la promulgación de la Ley Lilly Ledbetter Fair Pay de 2009. Según sus representantes, tenía intención de visitar todo Estados Unidos con el fin de familiarizarse con Washington.
El 5 de junio de 2009, la Casa Blanca anunció que Michelle Obama iba a reemplazar a su entonces jefa de personal, Jackie Norris, por Susan Sher, una vieja amiga y consejera. Norris se convirtió en asesora de la Corporación para el Servicio Nacional y Comunitario.
Otras iniciativas de la primera dama, Michelle Obama, incluyeron la defensa en nombre de las familias de militares, ayudas por el trabajo de la mujer y la familia, fomentando el servicio nacional, y la promoción de la salud, las artes y la educación artística.

## Premios
2020 Grammy a Mejor Álbum de Palabra Hablada, gracias a su libro 'Becoming', el cual fue escrito por un negro literario.

## Apariciones en televisión

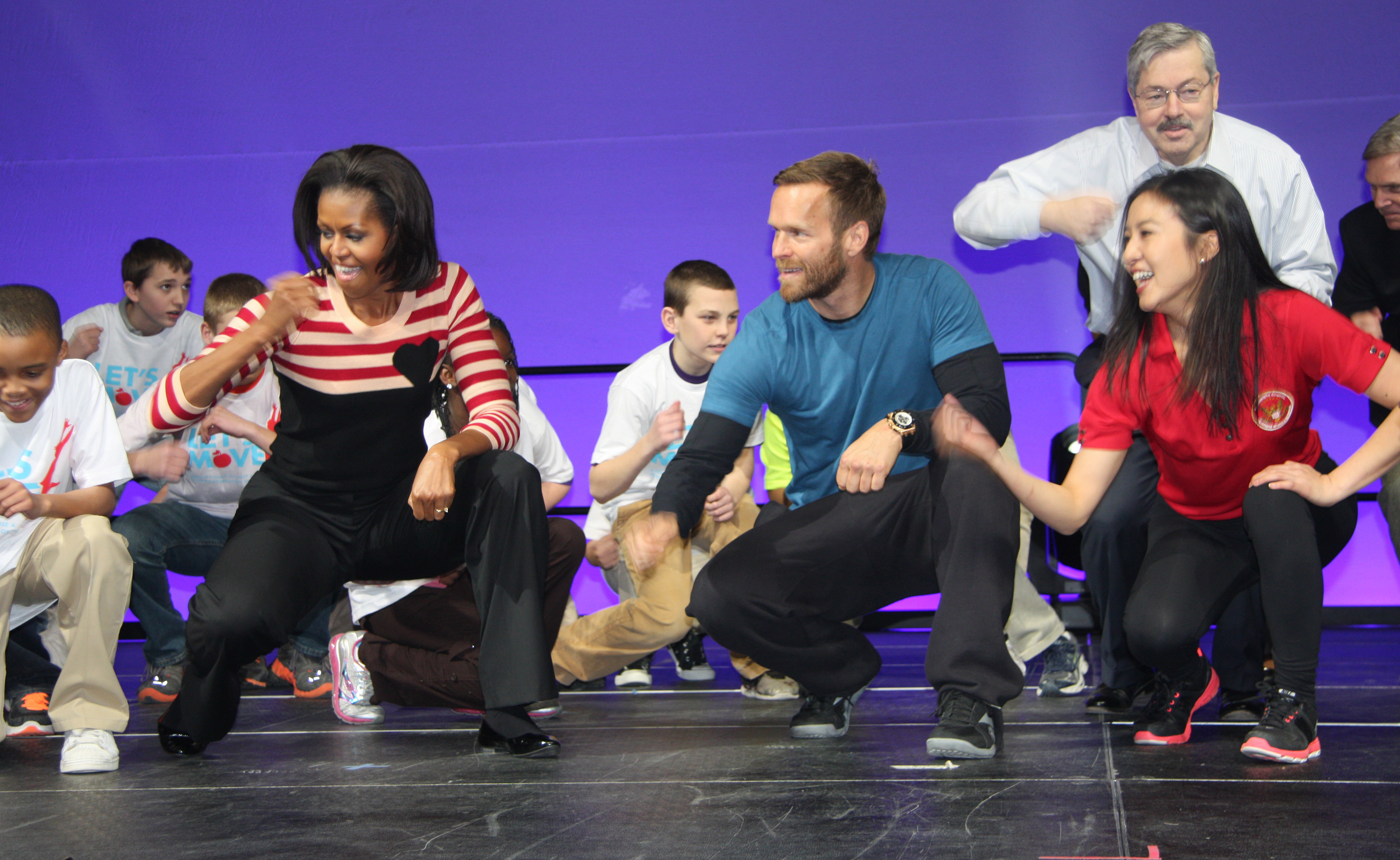
Michelle Obama en una de sus apariciones televisivas

Michelle Obama ha tenido varias apariciones en programas de televisión. En 2011, Michelle Obama fue invitada para participar en un episodio especial de la famosa serie de Nickelodeon iCarly, en un episodio de la quinta temporada llamado «iMeet the First Lady» (en Latinoamérica, «Conociendo a la primera dama») estrenado el 16 de enero de 2012 conmemorando su cumpleaños un día antes.
También apareció en Extreme Makeover Home Edition y en los Kids Choice Awards 2012. También tuvo otra aparición en la serie animada estadounidense Los Simpson. En 2014, apareció en la season finale de la 6.ª temporada de Parks and Recreation. También apareció en la serie infantil de Disney, Jessie.
Una de las últimas apariciones televisivas de la primera dama fue en el Episodio n.º 22 de la temporada 13, titulado «Homefront», de la serie NCIS.
| Año  | Serie                   | Personaje  | Notas                                                | Episodio                          | Productor              | Estreno                 |
| ---- | ----------------------- | ---------- | ---------------------------------------------------- | --------------------------------- | ---------------------- | ----------------------- |
| 2009 | Barrio Sésamo           | Ella misma | Estrella invitada                                    | Frankly, It's a Habitat           | Benjamin Lehmann       | 10 de noviembre de 2009 |
| 2012 | iCarly                  | Ella misma | Estrella invitada                                    | iMeet The First Lady              | Dan Schneider          | 16 de enero de 2012     |
| 2012 | Kids Choice Awards 2012 | Ella misma | Entregadora de premios "The Big Help" a Taylor Swift | -                                 | Will Smith             | 31 de marzo de 2012     |
| 2014 | Parks and Recreation    | Ella misma | Estrella invitada (2 episodios)                      | Moving Up (Parte 1 y 2)           | Michael Schur          | 24 de abril de 2014     |
| 2014 | Nashville               | Ella misma | Estrella invitada                                    | All or Nothing With Me            | R.J. Cutler            | 07 de mayo de 2014      |
| 2014 | Jessie                  | Ella misma | Estrella invitada                                    | From the White House to Our House | Pamela Eells O'Connell | 16 de mayo de 2014      |
| 2016 | NCIS                    | Ella misma | Estrella invitada                                    | Homefront                         | Donald P. Bellisario   | 03 de mayo de 2016      |